# طريق الحرير الشمالي

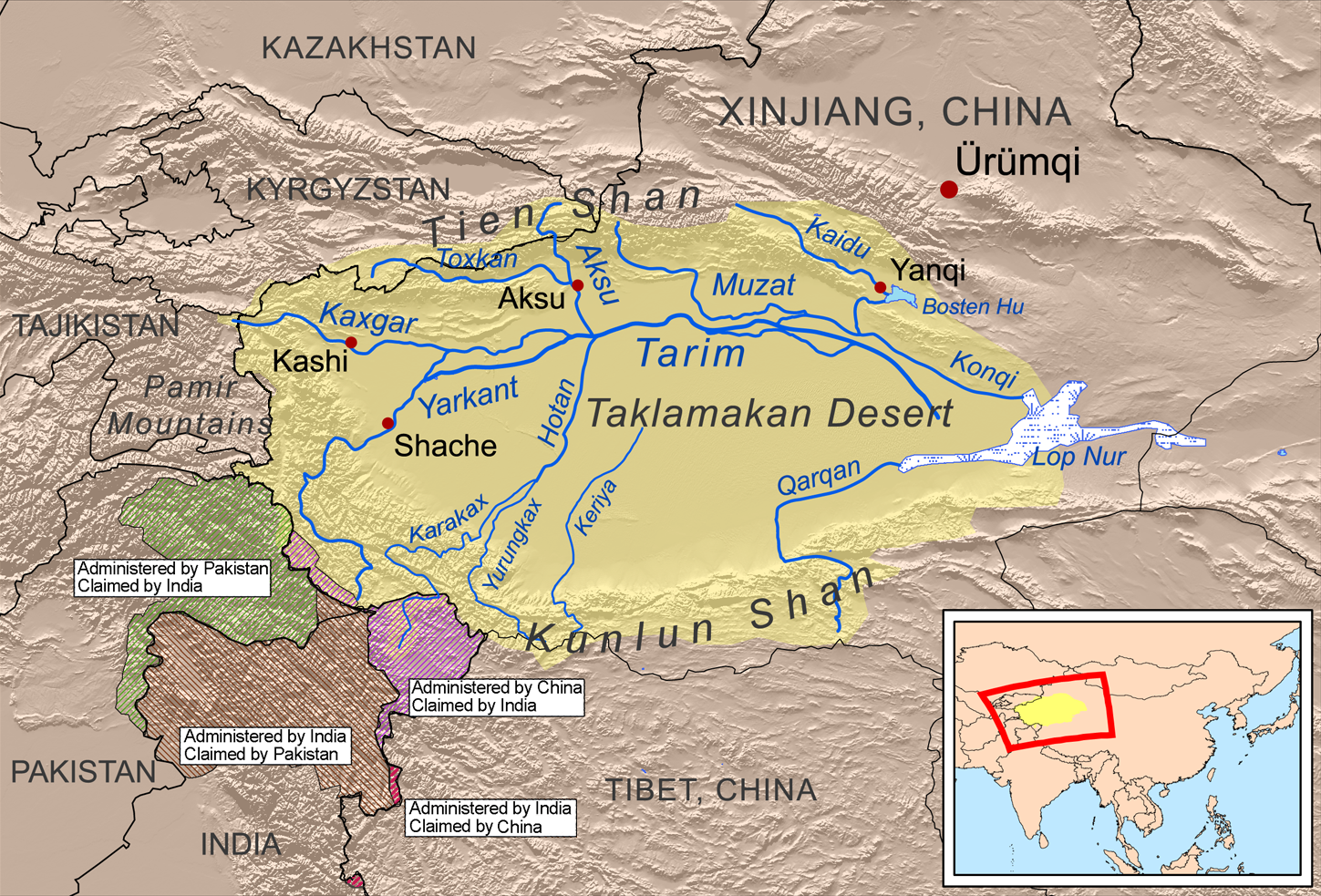
صحراء تاكليماكان

طريق الحرير الشمالي هو مسار قديم في شمال الصين نشأ في العاصمة المبكرة لمدينة شيان ويمتد من شمال صحراء تاكليماكان إلى ممالك بارثيا وباكتريا القديمة ويصل في النهاية إلى بلاد فارس وروما . كان هذا الطريق يقع في أقصى الشمال مقارنة بالعديد من طرق الحرير وكان مهما للتجارة والتنقلات العسكرية والتبادل الثقافي بين الصين والغرب. توسع  استخدام هذا الطريق خلال عصر سلالة هان في السنوات الأخيرة من الألفية الأولى قبل الميلاد لصد القبائل الشمالية والسيطرة على الممر الآمن للقوات والتجار الصينيين.

## المسار
يبدأ الطريق من مدينة تشانغآن (تسمى اليوم شيان ) عاصمة لسلالة تانغ حيث نقلت هذه العاصمة في عهد سلالة هان إلى اقصى الشرق إلى مدينة لويانغ. عُرف الطريق لأول مرة في القرن الأول قبل الميلاد عندما استخدمه الإمبراطور هان وودي لوضع حد لمضايقات القبائل البدوية. [بحاجة لمصدر]